# ان‌اس ساوانه
ان‌اس ساوانه (به انگلیسی: NS Savannah) نخستین کشتی باری با پیشرانه هسته‌ای بود. این کشتی که در اواخر دهه ۵۰ با هزینه ۴۶٫۹ میلیون دلار (۲۸٫۳ میلیون دلار هزینه راکتور و سوخت هسته‌ای) ساخته و در تاریخ ۲۱ ژانویه ۱۹۵۹ به آب انداخته شد. ساوانه پروژه‌ای برای امکان سنجی استفاده از فناوری هسته‌ای برای کاربری تجاری بود. نام این کشتی برگرفته از کشتی بخاری به نام اس‌اس ساوانه است؛ نخستین کشتی بخاری که اقیانوس اطلس را پیمود. این کشتی میان سال‌های ۱۹۶۲ تا ۱۹۷۲ مورد بهره‌برداری قرار گرفت.
ساوانه در سال ۱۹۷۱ غیرفعال شده و پس از چندین بار جابجایی از سال ۲۰۰۸ تا کنون در بندر کانتون در بالتیمور مریلند پهلو گرفته است.